# Aristolochia versicolor
Aristolochia versicolor S.M.Hwang – gatunek rośliny z rodziny kokornakowatych (Aristolochiaceae Juss.). Występuje endemicznie w południowych Chinach, w prowincjach Guangdong i Junnan oraz w regionie autonomicznym Kuangsi.

## Morfologia
PokrójKrzew o pnących i lekko owłosionych pędach.
LiścieMają eliptyczny lub lancetowato eliptyczny kształt. Mają 14–25 cm długości oraz 4–6,5 cm szerokości. Są skórzaste. Z ostrym lub spiczastym wierzchołkiem. Ogonek liściowy jest nagi i ma długość 1–2 cm.
KwiatyZygomorficzne. Pojedyncze lub zebrane w parach. Mają żółtozielonkawą barwę z purpurowymi żyłkami. Dorastają do 30–40 mm długości i 6–8 mm średnicy. Mają kształt wygiętej tubki. Są owłosione wewnątrz.
OwoceTorebki o elipsoidalnym kształcie. Mają 5–8 cm długości i 1,5–2 cm szerokości. Pękają u podstawy.

## Biologia i ekologia
Rośnie w zaroślach. Występuje na wysokości od 500 do 1500 m n.p.m. Kwitnie od kwietnia do czerwca, natomiast owoce pojawiają się od sierpnia do października.